# Boissano
Boissano es un municipio situado en el territorio de la Provincia de Savona, en Liguria (Italia).

## Demografía
| Gráfica de evolución demográfica de Boissano entre 1861 y 2001 |
|                                                                |
| Fuente ISTAT - elaboración gráfica de Wikipedia                |